# Wheels of Fire
1968 augusztusában megjelent a Cream első dupla nagylemeze Wheels of Fire címmel. Ez még az előzőnél is sikeresebb volt: Nagy-Britanniában 3., az USA-ban az 1. lett.
Az album két külön lemez formájában is megjelent, a borító képe ugyanaz volt, csak az egyik album arany, a másik ezüst színű volt.
2003-ban a "Minden idők 500 legjobb albuma (Rolling Stone magazin)" szavazásán a Wheels of Fire a 203. helyet érte el.

## Érdekességek
- Eric Clapton nem játszik az "As You Said" című dalban.
- A "Crossroads" eredetileg 10-11 perces volt, de Tom Dowd megvágta.
- A borítót – mint a Disraeli Gears esetében – megint Martin Sharp tervezte, aki munkájáért 1969-ben megnyerte a New York Art Directors Díjat a legjobb album design kategóriában.

## Az album dalai

### 1. lemez: In the Studio
1. White Room (Jack Bruce – Pete Brown) – 4.58
2. Sitting on Top of the World (Chester Burnett) – 4:58
3. Passing the Time (Ginger Baker – Mike Taylor) – 4:32
4. As You Said (Jack Bruce – Pete Brown) – 4:20
5. Pressed Rat and Warthog (Ginger Baker – Mike Taylor) – 3:13
6. Politician (Jack Bruce – Pete Brown) – 4:12
7. Those Were the Days (Ginger Baker – Mike Taylor) – 2:53
8. Born Under a Bad Sign (Booker T. Jones – William Bell) – 3:09
9. Deserted Cities of the Heart (Jack Bruce – Pete Brown) – 3:38

#### Közreműködők
- Ginger Baker – dob, üstdob, megszámlálhatatlan más ütőhangszer, beszéd
- Jack Bruce – basszusgitár, ének, calliope, akusztikus gitár ("As You Said", "Deserted Cities of the Heart), cselló ("As You Said", "Deserted Cities of the Heart), furulya
- Eric Clapton – gitár, vokál
- Felix Pappalardi – brácsa, orgona, trombita, tonette

és
- Adrian Barber – hangmérnök (IBC Studios)
- Tom Dowd – hangmérnök (Atlantic Studios)

### 2. lemez: Live at the Fillmore
1. "Crossroads" (Robert Johnson) – 4:18
2. "Spoonful" (Willie Dixon) – 16:47
3. "Traintime" (Jack Bruce) – 7:02
4. "Toad" (Ginger Baker) – 16:16

#### Közreműködők
- Ginger Baker – dob
- Jack Bruce – basszusgitár, ének, szájharmonika
- Eric Clapton – gitár, ének

és
- Bill Halverson – hangmérnök

### Kislemezek
- "Anyone for Tennis"/"Pressed Rat and Warthog" – 1968. május
- "Spoonful Part 1."/"Spoonful Part 2." – 1968. szeptember (csak Atco márkán)
- "White Room"/"Those Were the Days" – 1969. január
- "Crossroads"/"Passing the Time" – 1969. január (csak Atco márkán)

## Helyezések
Album – Billboard (USA)
| Év   | Lista       | Helyezés |
| ---- | ----------- | -------- |
| 1968 | Pop Albumok | 1        |